# Контрацепция
Контрацепцията, наричана още противозачатие и контрол на раждаемостта, контрол на плодовитостта, представлява методи и средства, използвани с цел предотвратяване на бременност. Планирането, осигуряването и използването на средства за предпазване от забременяване се нарича семейно планиране. Безопасният секс, като използването на мъжки или женски презервативи, помага и за предотвратяване на инфекции, предавани по полов път. Методите за предпазване от забременяване се използват още от древността, но ефективните и безопасни методи стават достъпни едва през ХХ век. Някои култури умишлено ограничават достъпа до средствата за предпазване от забременяване, защото считат, че това не е желателно от морална и политическа гледна точка.

## Методи
Най-ефективните методи за предпазване от забременяване са стерилизация чрез вазектомия при мъжете и лигация на маточните тръби при жените, вътрематочни спирали и имплантируеми контрацептиви. При жени, преминали през хистеректомия (премахмане на матката), двустранна салпингектомия (двустранно премахване на фалопиевите тръби) и други подобни операции, които по един или друг начин представляват премахването на един или друг полов орган, възможността за забременяване почти не съществува, но с малки изключения, в зависимост от конкретното състояние. Именно поради факта, че състоянията варират и всяко има свои особености, всеки трябва лично да се консултира със своя лекар, за да се запознае с възможносттите си за забременяване. 
Горните методи са следвани по ефективност от някои хормонални контрацептиви, включително перорални хапчета, пластири, вагинални пръстени и инжекции. Сред по-малко ефективните методи са бариерните методи като презервативи, диафрагми и контрацептивна гъба и методите на отчитане на фертилните дни. Най-неефективните методи са спермициди и прекъсване на половия акт от мъжа преди еякулация. Стерилизацията, макар и високо ефективна, обикновено не е обратима; всички останали методи са обратими, повечето от тях непосредствено след спиране на използването им. Спешната контрацепция може да предотврати бременност няколко дни след полов акт без предпазване. Някои хора считат половото въздържание за начин на предпазване от бременност, но липсата на полов акт не може да се счита за контрацептивен метод, тъй като концепцията "контрацепция" винаги предполага индивидът да е полово активен и в следствие на това да не желае бременност. Многобройни изследвания доказват, че сексуалното образование, наблягащо единствено на въздържанието, както и липсващото такова, увеличават случаите на бременност в юношеска възраст, когато необходимостта за образование относно контрацептивите, съгласието и други ключови теми е най-висока.

## Специални групи от населението
При юношите съществува по-голям риск от неблагоприятни последици от бременността. Цялостното сексуално образование и достъпът до контрацептиви намалява честотата на нежелана бременност в тази възрастова група. Макар и младите хора да могат да използват всички форми на предпазване от бременност, дълготрайните и обратими средства за предпазване от бременност като импланти, вътрематочни спирали и вагинални пръстени имат най-голяма полза в намаляването на честотата на нежелана бременност в юношеска възраст. След раждане на дете, жена, която не практикува изключително кърмене, може да забременее отново още след четири до шест седмици. Някои методи за контрацепция могат да се прилагат непосредствено след раждането, докато при други се изисква изчакване до шест месеца. При кърмещите майки се препоръчват методи, използващи само прогестин, пред комбинираните орални контрацептиви. При жените в менопауза се препоръчва предпазването от нежелана бременност да продължи една година след последната менструация.

## Разпространение и ефекти
Около 222 милиона жени в развиващите се страни, които желаят да избегнат бременност, не използват модерни методи за контрацепция. Използването на контрацептиви в развиващите се страни е намалило броя на смъртните случаи при майките с 40% (през 2008 г. са предотвратени около 270 000 смъртни случая) и би могло да предотврати 70%, ако се посрещне напълно нуждата от контрацептиви. Чрез удължаване на периода между отделните бременности, предпазването от бременност може да подобри изхода при раждането и оцеляването на децата. В развиващите се страни, доходите на жените, техните активи, телесно тегло и образованието и здравето на децата им се подобряват при по-добър достъп до контрацептиви. Предпазването от нежелана бременност увеличава икономическия растеж, поради по-малкия брой деца, които трябва да се издържат, по-големия брой жени, които участват в работната сила и по-ниското потребление на дефицитни ресурси.

## Методи
| Метод                           | Обичайна употреба | Идеална употреба |
| ------------------------------- | ----------------- | ---------------- |
| Без контрацепция                | 85%               | 85%              |
| Комбинирани хапчета             | 8%                | 0,3%             |
| Хапчета само с прогестин        | 13%               | 1,1%             |
| Стерилизация (жени)             | 0,5%              | 0,5%             |
| Стерилизация (мъже)             | 0,15%             | 0,10%            |
| Презерватив (женски)            | 21%               | 5%               |
| Презерватив (мъжки)             | 18%               | 2%               |
| Медни вътрематочни спирали      | 0,8%              | 0,6%             |
| Хормонални вътрематочни спирали | 0,2%              | 0,2%             |
| Пластир                         | 8%                | 0,3%             |
| Вагинален пръстен               | 9%                | 0,3%             |
| Depo Provera                    | 3 – 6%            | 0,2%             |
| Имплант                         | 0,05%             | 0,05%            |
| Диафрагма и спермицид           | 12%               | 6%               |
| Прекъснат полов акт             | 27%               | 4%               |
| Стандартен календарен метод     | ~12 – 25%         | ~1 – 9%          |
| Метод на лактационната аменорея | 0 – 7,5%          | <2%              |

Методите за контрацепция включват бариерни методи, хормонална контрацепция, вътрематочни спирали, стерилизация и поведенчески методи. Те се използват преди или по време на секс, докато спешната контрацепция е ефективна до няколко дни след секс. Ефективността в общия случай се изразява като процентът жени, които забременяват при използване на определен метод през първата година, а понякога като процент на неуспех за целия живот сред методите с висока ефективност, като лигация на маточните тръби.
Най-ефективните методи са тези, които са с дълготраен ефект и не налагат постоянни посещения при лекаря. Хирургическата стерилизация, имплантируемите хормони и вътрематочните спирали са с процент неуспех през първата година под 1%. Хормоналните противозачатъчни хапчета, пластири или пръстени и методът на лактационна аменорея (LAM), ако се използват стриктно, също могат да дадат резултат от неуспех през първата година (или за лактационната аменорея – през първите 6 месеца) под 1%. При обичайната употреба процентът неуспех през първата година е значително висок, от порядъка на 3 – 9%, поради неправилната употреба. Другите методи като метода на отчитане на фертилните дни, презервативите, диафрагмите и спермицидите са с по-висок процент неуспех през първата година, дори и при идеална употреба.
Макар и всички методи за предпазване от забременяване да имат някои неблагоприятни ефекти, рискът от това е по-нисък от риска от бременност. След спиране или премахване на доста методи за предпазване от забременяване, включително оралните контрацептиви, вътрематочните спирали и инжекциите, процентът на случаи на бременност през следващата година е същият като при тези, които не са използвали средства за предпазване от забременяване.
При хората със специфични здравни проблеми, някои методи за предпазване от забременяване е възможно да налагат допълнителни изследвания. При здрави жени повечето методи за контрацепция не налагат медицински преглед, включително противозачатъчните хапчета, контрацептивите, които се инжектират или имплантират и презервативите. По-специално гинекологичен преглед на малък таз, прегледа на гърдите или кръвните изследвания преди започване на прием на противозачатъчни хапчета не изглежда да влияят върху последиците от това и поради тази причина не се изискват. През 2009 г. Световната здравна организация публикува подробен списък от медицински критерии за допустимост за всеки вид контрацепция.

### Хормонални
Хормоналните контрацептиви действат като инхибират овулацията, оплождането и имплантацята ембриона. Те се предлагат в различни форми, включително перорални хапчета, подкожни импланти, инжекции, пластири, вътрематочни спирали и вагинален пръстен. За момента те се предлагат само за жени. Има два вида перорални контрацептиви: комбинираното перорално противозачатъчно хапче и хапчето, съдържащо само прогестоген. Ако се приемат по време на бременност, нито едно от тях не увеличава риска от спонтанен аборт, нито води до вродени дефекти.

### Комбинирани
Комбинираните хормонални контрацептиви се свързват с леко завишен риск от венозни и артериални съсиреци. Рискът обаче е по-нисък от риска от забременяване. Поради този риск, те не се препоръчват при жени над 35 години, които продължават да пушат. Ефектът върху либидото варира, с повишаване и понижаване на сексуалното желание при някои и без ефект при повечето хора. Комбинираните перорални контрацептиви намаляват риска от рак на яйчниците и рак на матката и не променят риска от рак на гърдата. Те често намаляват менструалното кървене и менструалните болки. По-ниските дози естроген, които се намират във вагиналните пръстени могат да намалят чувствителността на гърдите, гаденето и главоболието, свързани с продуктите с по-висока доза естроген.

#### Прогестин
Хапчетата, съдържащи само прогестин, инжекциите и вътрематочните спирали не са свързани с повишен риск от образуване на съсиреци и могат да се използват от жени, които преди това са страдали от съсиреци във вените. При жените с предишна анамнеза на артериални съсиреци трябва да се използва нехормонален метод на контрацепция или метод само с прогестин, различен от варианта за инжектиране. Хапчетата само с прогестин могат да подобрят менструалните симптоми и могат да се използват от кърмещи жени, тъй като не влияят на производството на кърма. Възможно е нередовно кървене при методите, използващи само прогестин, като някои потребители докладват липса на цикъл. Прогестините, дроспиренон и дезогестрел свеждат до минимум андрогенните странични ефекти, но увеличават риска от образуване на съсиреци и затова не са първият предпочитан метод. Обичайният процент на неуспех през първата година при прогестина за инжектиране Depo-Provera се оспорва, като цифрите варират от по-малко от 1% до 6%.

### Бариерни
Бариерните контрацептиви са средства, които предпазват от забременяване чрез физическо предотвратяване на навлизането на сперма в матката. Те включват мъжки презервативи, женски презервативи, цервикални шапки, диафрагми и контрацептивни гъби със спермицид.
В световен мащаб презервативите са най-често използваният метод за контрацепция. Мъжките презервативи се поставят върху еректиралия пенис на мъжа и физически блокират навлизането на еякулираната сперма в тялото на сексуалния партньор. Модерните презервативи най-често са направени от латекс, но някои са направени и от други материали като полиуретан или агнешки черва. Предлагат се и женски презервативи, като най-често те са направени от нитрил, латекс или полиуретан. Предимството на мъжките презервативи е че не са скъпи, лесни са за използване и имат малко неблагоприятни ефекти. В Япония около 80% от двойките, които се предпазват от забременяване, използват презервативи, докато в Германия този процент е около 25%, а в Съединените американски щати – 18%.
Мъжките презервативи и диафрагмата със спермицид имат сходен обичаен процент на неуспех през първата година от използването, съответно 15% и 16%. При идеална употреба презервативите са по-ефективни, с процент неуспех през първата година от 2%, сравнено с 6% процент неуспех през първата година при диафрагмите. Презервативите имат и допълнително предимство, тъй като предпазват от разпространение на някои от инфекциите, предавани по полов път, като HIV/СПИН.
Контрацептивните гъби комбинират бариерен метод и спермицид. Подобно на диафрагмите, те се прилагат вагинално преди полов акт и трябва да бъдат поставени върху шийката на матката, за да бъдат ефективни. Обичайните нива на неуспех през първата година зависят от това дали жената е раждала преди това или не, като нивата на неуспех са 24% при раждалите жени и 12% при тези, които не са раждали. Гъбата може да се постави до 24 часа преди полов акт и трябва да остане на мястото си най-малко шест часа след това. Докладвани са алергични реакции и някои по-сериозни странични ефекти като синдром на токсичен шок.

### Вътрематочни спирали
Днешните вътрематочни спирали обикновено са с малък размер и с формата на буквата „Т“ и съдържат мед или левоноргестрел и се поставят в матката. Действат като инхибират овулацията, опложданетои имплантацята ембриона.
```
Те представляват дълготрайно и обратимо средство за предпазване от забременяване. При медните вътрематочни спирали процентите на неуспех през първата година са около 0,8%, докато при вътрематочните спирали с левоноргестрел този процент е 0,2%.
[
6
]
 Сред различните видове методи за контрацепция, те, заедно с имплантите за предпазване от забременяване, са с най-висока удовлетвореност сред потребителите.
[
56
]
```

Доказателствата показват ефективност и безопасност при юношите и тези, които не са раждали преди това. Вътрематочните спирали не влияят на кърменето и могат да се поставят непосредствено след раждане. Те освен това могат да се използват веднага след аборт. След отстраняването им, дори и след дългосрочно ползване, фертилността веднага се възвръща към нормалното. Докато медните вътрематочни спирали увеличават менструалното кървене и водят до по-големи коремни болки, хормоналните спирали намаляват менструалното кървене или спират изцяло менструацията. Други възможни усложнения са отхвърляне (2 – 5%) и по-рядко перфорация на матката (при по-малко от 0,7%). Коремните болки могат да се лекуват с НСПВС.
От 2007 г. насам вътрематочните спирали са най-широко използваната форма на обратима контрацепция с над 180 милиона потребители в световен мащаб. Предишен модел на вътрематочната спирала (Dalkon shield) се е свързвал с повишен риск от тазово-възпалителна болест. Рискът от това обаче не се повлиява от настоящите модели при хора, които не страдат от инфекции, предавани по полов път към момента на поставянето.

### Стерилизация
Хирургична стерилизация може да бъде лигация на маточните тръби за жени и вазектомия за мъже. Значителни дълготрайни странични ефекти няма и лигацията на маточните тръби намалява риска от рак на яйчниците. Вероятността за краткотрайни усложнения при вазектомия е двадесет пъти по-малка, отколкото при лигация на маточните тръби. След вазектомия са възможни оток и болка в скротума, които обикновено преминават след около една или две седмици. При лигация на маточните тръби усложнения възникват при 1 до 2 процента от процедурите, като сериозните усложнения обикновено са следствие от анестезията. Нито един от методите не предлага защита срещу инфекции, предавани по полов път.
Някои жени съжаляват за решението за стерилизация: около 5% на възраст над 30 години и около 20% на възраст под 30 години. Вероятността да съжаляват при мъжете е по-малка (<5%); рискът се увеличава при по-младите, тези, които имат малки деца или които нямат деца и тези с нестабилен брак. При едно проучване на хора с деца 9% са заявили, че не биха се решили да имат деца, ако биха могли да върнат нещата назад.
Въпреки че стерилизацията се смята за перманентна процедура, възможно е да се извърши опит за възстановяване на маточните тръби с цел повторно свързване на фалопиевите тръби или за обратна вазектомия с цел повторно свързване на vasa deferentia. При жените желанието за обратимост често е свързано със смяна на съпруга. Случаите на успешна бременност след възстановяване на тръбите са между 31 и 88%, като усложненията включват увеличен риск от ектопична бременност. Броят на поискалите обратна вазектомия мъже е между 2 и 6%. Успешните случаи на бащинство след обратна вазектомия са между 38 и 84%. Успеваемостта намалява с увеличаването на времето между оригиналната и обратната процедура. Събирането на сперма, последвано от инвитро оплождане, също може да е вариант при мъжете.

### Поведенчески методи
Поведенческите методи включват естествено планиране или метода на прекъснат полов акт, който предотвратява проникването на сперма в женската репродуктивна система или изцяло или при възможно наличие на яйцеклетка. Ако се използва правилно, процентът на неуспех през първата година може да бъде около 3,4%, но при неправилно използване може да достигне 85%.

#### Отчитане на фертилните дни
Методът на отчитане на фертилните дни се състои в определяне на най-благоприятните фертилни дни от менструалния цикъл и избягване на полов акт без предпазни средства. Техниките за определяне на фертилността включват проследяване на базалната телесна температура, цервикалния секрет или деня от цикъла. При тях типичният процент на неуспех през първата година е между 12% и 25%. При правилно прилагане процентът на неуспех през първата година зависи от използвания метод и обикновено е от 1% до 9%. Фактите, въз основа на които са направени тези оценки, обаче са недостатъчни, тъй като повечето участници в проучвания спират рано тяхната употреба. Като цяло тези методи се използват от около 3,6% от двойките.
Ако се основава и на измерване на базалната телесна температура и на друг първичен признак, методът се нарича симптомотермален. Докладваният процент на нежелана бременност е между 1% и 20% за типичните ползватели на симптомотермалния метод.

#### Прекъсване
Методът на изваждането (наричан също прекъснат полов акт) се състои в прекъсване на половото сношение („изваждане“) преди еякулация. Основният риск при този метод е, че мъжът може да не извърши действието правилно или навреме. Процентът на неуспех през първата година варира от 4% при идеално използване до 27% при типично използване. Някои медицински специалисти не го разглеждат като метод за контрол на раждаемостта.
Съществуват малко доказателства за съдържанието на сперма в предеякулационната течност. Докато при някои експериментални изследвания не бе открита сперма, при едно проучване бе открита сперма у 10 от 27 доброволци. Методът на прекъсване се използва за контрол на раждаемостта от около 3% от двойките.

#### Въздържане
Въпреки че определени групи проповядват абсолютно сексуално въздържане, под което разбират избягване на всякакви сексуални действия, в контекста на контрацепция, терминът обикновено означава въздържане от влагалищен акт. Въздържането е 100% ефективно за предотвратяване на бременност, но въпреки това не всеки от практикуващите въздържание се отказва изцяло от сексуални действия и при много популации съществува значителен риск от забременяване при секс без съгласие на един от партньорите.
Проповядващото само въздържане сексуално образование не намалява бременността в юношеска възраст. Нивата на бременност в юношеска възраст са по-високи при юношите, преминали през проповядващо само въздържане сексуално образование, отколкото при тези, получили цялостно сексуално образование. Някои власти препоръчват на тези, които използват въздържанието като основен метод, да се подсигурят и с резервни методи (като презервативи или таблетки за спешна контрацепция). Непроникващият секс без вагинален акт и оралният секс без вагинален акт понякога се считат като мерки за контрол на раждаемостта. Докато тези мерки като цяло предпазват от забременяване, бременност може да възникне при междубедрено сношение и други форми на секс с пенис в близост до вагината (генитално триене и изваждане на пениса при анално сношение), при които спермата може да се излее в близост до входа на влагалището и да навлезе в него заедно със смазващата влагалищна течност.

#### Кърмене
Методът на лактационна аменорея използва естественото женско следродово безплодие, което се появява след раждане и може да бъде удължено чрез кърмене. За него обикновено трябва да са налице липса на цменструационни цикли, хранене на детето изцяло чрез кърмене и възраст на детето под шест месеца. Световната здравна организация посочва, че ако кърменето е единственият източник на храна за детето, процентът на неуспех е 2% през шестмесечния период след раждане. При проучвания са установени нива на неуспех между 0% и 7,5%. Нивата на неуспех се увеличават до 4 – 7% за една година и 13% за две години. Формулата на хранене, изпомпването на кърма вместо кърмене, използването на биберон и твърди храни – всичко това увеличава процента на неуспех. При тези, които само кърмят, у около 10% се появяват цикли преди три месеца, а у 20% – преди шест месеца след раждането. При тези, които не кърмят, фертилитетът може да се възвърне четири седмици след раждането.

### Спешна контрацепция
Методите на спешна контрацепция включват лекарства (таблетки след секс) или устройства, използвани след полов акт без предпазване с надеждата за предотвратяване на забременяване. Тяхното основно действие е предотвратяване на овулация или оплождане, но също имплантацята ембриона. Предлагат се различни варианти, в това число високодозови контрацептивни таблетки, левоноргестрел, мифепристон, улипристал и вътрематочни спирали. Таблетките левоноргестрел намаляват вероятността за забременяване със 70% (коефициент на бременност 2,2%), когато се използват в рамките на 3 дни след незащитен секс или скъсване на презерватив. Улипристал намалява вероятността за забременяване с около 85% (коефициент на бременност 1,4%) до 5 дни и може да е малко по-ефективен от левоноргестрел. Мифепристон също е по-ефективен от левоноргестрел, а медните вътрематочни спирали са най-ефективният метод. Вътрематочните спирали може да се поставят до 5 дни след полов акт и предотвратяват около 99% от забременяване (коефициент на бременност от 0,1 до 0,2%). Това ги прави най-ефективния начин за спешна контрацепция.
Предварителното приемане на таблетки след секс от жените не оказва влияние върху нивата на предавани по полов път инфекции, използването на презервативи, коефициентите на бременност или рисковото сексуално поведение. Всички методи имат минимални странични ефекти.

### Комбинирана контрацепция
Комбинираната контрацепция се състои в използване на методи, които предпазват както от болести, предавани по полов път, така и от забременяване. Това може да стане чрез използването на презервативи – самостоятелно или заедно с други методи за контрацепция или чрез избягване на полов акт с проникване.
Ако възможността от забременяване предизвиква сериозно безпокойство, използването на тези два метода едновременно е основателно, като се препоръчват и двете форми на контрацепция за приемащите лекарството против акне изотретиноин, заради високия риск от вродени заболявания, ако лекарството бъде приемано по време на бременността.
- Развит мъжки латексов презерватив
- Полиуретанов дамски презерватив
- Диафрагма (бариерно средство, което се поставя в областта на шийката на матката) в търговската си опаковка и монета от двадесет и пет цента
- Контрацептивна гъба, поставена в отворената си опаковка
- Три разновидности на контрацептивни хапчета в опаковка за календарно дозиране
- Трансдермален контрацептивен пластир
- Вагинален пръстен НуваРинг
- Хормонална вътрематочна спирала на фон, показващ поставянето ѝ в матката
- Разделена доза от две хапчета спешен контрацептив (повечето спешни контрацептиви днес изискват приема само на едно хапче)
- Менструална броеница, използвана за изчисляване на дните за забременяване въз основа на броя на дните от последната менструация

## Ефекти

### Здраве
Смята се, че използването на контрацептиви в развиващите се страни е довело до намаляване на броя на случаите на смърт на майката с 40% (през 2008 г. са предотвратени около 270 000 смъртни случая) и е могло да предотврати 70% от смъртните случаи, ако са били посрещнати всички нужди за контрацепция. Тези резултати са постигнати чрез намаляване броя на непланираните бременности, които като последствие водят до опасни за здравето аборти и чрез предотвратяването на бременност сред жените с висок риск.
Контролът на раждаемостта чрез удължаване на времето между отделните бременности подобрява и степента на преживяемост на децата в развиващите се страни. При това население последствията са по-лоши, когато една майка забременее в рамките на осемнадесет месеца след последното раждане. Отлагането на бременност след спонтанен аборт обаче изглежда не променя риска и в този случай е добре жените да се опитат да забременеят отново когато се чувстват готови.
Бременността в ранна юношеска възраст и по-специално бременността сред по-младите тийнейджъри, крие по-висок риск от неблагоприятни последици, включително преждевременно раждане, ниско тегло на новороденото и детска смъртност. В Съединените щати 82% от бременностите при жените на възраст между 15 и 19 години са непланирани. Подробното сексуално образование и достъпът до контрацептиви са ефективни по отношение намаляване броя на случаите на забременяване сред тази възрастова група.

### Финансови измерения
| 7 – 8 деца 6 – 7 деца 5 – 6 деца 4 – 5 деца | 3 – 4 деца 2 – 3 деца 1 – 2 деца 0 – 1 деца |

В развиващите се страни контролът върху раждаемостта повишава икономическия растеж поради наличието на по-малко деца, които трябва да бъдат издържани и съответно на повече жени, участващи на пазара на труда. Доходите, имуществото, индексът на телесната маса на жените и образованието и индексът на телесната маса на техните деца се подобряват с подобрения достъп до средства за контрол на раждаемостта. Семейното планиране чрез използването на модерни средства за контрол на раждаемостта е една от икономически най-ефективните здравни интервенции. За всеки похарчен долар, по изчисления на Организацията на обединените нации, са спестени по два до шест долара. Тези спестени разходи са свързани с предотвратяване на непланирани бременности и ограничаване разпространението на болестите, предавани по полов път. Макар всички методи да носят финансови облаги, използването на медни вътрематочни спирали има най-голям икономически ефект.
Към 2012 г. общите медицински разходи, свързани с бременността, раждането и грижите за новороденото в Съединените щати, възлизат средно на 21 000 щ.д. за естествено раждане и 31 000 щ.д. за раждане с цезарово сечение. В повечето от останалите държави разходите са наполовина и повече по-ниски. За едно дете, родено през 2011 г., едно средностатистическо американско семейство ще похарчи 235 000 щ.д. за 17 години, за да го отгледа.

## Разпространение
| 6% 12% 18% 24% 30% 36% | 42% 48% 54% 60% 66% 72% | 78% 84% 86% Няма данни |

В световен мащаб към 2009 г. около 60% от семейните и способни да имат деца, използват някакъв метод за контрацепция. Честотата на използване на различните методи варира в широки граници в различните държави. Най-разпространените методи в развитите страни са използването на презервативи и перорални контрацептиви, докато в Африка са пероралните контрацептиви, а в Латинска Америка и Азия – стерилизацията. В развиващите се страни като цяло 35% от контрола на раждаемостта се осъществява чрез стерилизация на жените, 30% чрез спирала, 12% чрез перорални контрацептиви, 11% чрез презервативи и 4% чрез стерилизация на мъжете.
Макар да е по-малко разпространена в развитите, отколкото в развиващите се страни, броят на жените, използващи спирала към 2007 г. е бил над 180 милиона. Избягването на сексуални контакти във фертилен период се използва от около 3,6% от жените в детеродна възраст, като този процент достига 20% в отделни райони на Южна Америка. Към 2005 г. 12% от двойките използват мъжка форма за контрацепция (било то презервативи или вазектомия), като процентът е по-висок в развитите страни. Употребата на мъжки методи за контрацепция е намаляла между 1985 и 2009 г. Употребата на контрацептиви сред жените в Субсахарска Африка е нараснала от около 5% през 1991 до около 30% през 2006 г.
Към 2012 г. 57% от жените в детеродна възраст искат да избегнат забременяване (867 от 1520 милиона). Около 222 милиона жени обаче на са имали възможност за достъп до средства за контрацепция, 53 милиона от които са в Субсахарска Африка, а 97 милиона от тях са в Азия. Това води до 54 милиона непланирани бременности и около 80 000 смъртни случая на родилки годишно. Причината много жени да нямат достъп до средства за контрацепция донякъде се дължи на това, че много държави ограничават достъпа до такива средства по религиозни или политически причини, а за това допринася и бедността. Заради ограничаващите закони срещу абортите в Субсахарска Африка много жени се обръщат към лица, извършващи нелегални аборти при нежелана бременност, което води до 2 – 4% опасни аборти всяка година.

## История
Египетските папирус на Еберс от 1550 г. пр.н.е. и папирус на Кахун от 1850 г. пр.н.е. съдържат някои от най-ранните документирани описания на контрацепция, употреба на мед, листа от акация и мъх, които се поставят във влагалището, за да блокират спермата. Древноегипетски рисунки също показват използване на презервативи. В Битието се споменава за прекъсване на половото сношение, т.нар. прекъснат полов акт като метод за контрацепция, когато Онан „излива семето си“ (еякулира) на земята, за да не стане баща на дете на съпругата на починалия си брат Тамар. Смята се, че в Древна Гърция силфият е бил използван като метод за контрацепция, който заради ефективността си бил толкова търсен, че прекомерното му събиране довело до изчезването му. В средновековна Европа всяко усилие за прекъсване на бременността е било обявявано за неморално от Римокатолическата църква. Смята се, че по онова време жените все още са използвали редица начини за контрацепция като прекъсване на половия акт и поставяне на корен от лилия и седефче във влагалището (и като крайна мярка, детеубийство след раждането). Казанова (1725 – 1798) по време на италианския Ренесанс описва използването на агнешка кожа за предпазване от бременност. Презервативите обаче стават широко достъпни едва през XX век. През 1909 г. Ричард Рихтер разработил първото вътрематочно средство, произведено от катгут на копринена буба, което било доразработено и пуснато на пазара в Германия от Ернст Грефенберг в края на 30-те години на XX в. През 1916 г. Маргарет Сенджър открила първата клиника за контрол на раждаемостта в Съединените щати, заради което била арестувана. През 1921 г. последвало отварянето на първата подобна клиника в Обединеното кралство, открита от Мери Стоупс. Грегъри Пинкъс и Джон Рок, с помощта на Американската федерация по семейно планиране, през 60-те години на XX в. разработват първите хапчета за контрол на раждаемостта, които станали достъпни за широката общественост през 70-те години. Медицинският аборт се превръща в алтернатива на хирургическия аборт с предлагането на аналози на простагландина през 80-те години на XX век и на мифепристон през 90-те.

## Общество и култура

### Правни позиции
Споразуменията за правата на човека изискват повече правителства да предлагат семейно планиране, както и информация и услуги, свързани с противозачатъчните средства. Те включват изискването за създаване на национален план за услуги по семейно планиране, освобождаване от закони, които ограничават достъпа до семейно планиране, осигуряване на разположение на богат асортимент от безопасни и ефективни методи за контрацепция, включително извънредни мерки против забременяване, осигуряване на подходящо обучение за доставчиците на здравни услуги и средства на достъпна цена и създаване на процес за проверка на прилаганите програми. Ако правителствата не съумеят да изпълнят гореописаното, това може да ги постави в нарушение на задължителните международни договорни задължения.
Организацията на обединените нации основа движението „Всяка жена, всяко дете“, за да оцени напредъкът към разрешаване на нуждите от контрацептивни средства при жените. Инициативата си е поставила за цел да увеличи броя на използващите съвременни мерки против забременяване до 120 милиона жени от 69 най-бедни страни в света до 2020 г. Освен това те искат да премахнат дискриминацията срещу момичетата и младите жени, които търсят контрацептиви.

### Религиозни възгледи
Религиите се различават значително по своите възгледи относно етиката за контрол на раждаемостта. Римокатолическата църква официално приема само естественото семейно планиране в определени случаи, въпреки че голям брой католици в развитите страни приемат и използват съвременни методи за контрацепция. Сред протестантите са налице множество гледни точки от липса на подкрепа до позволяване на всички методи за контрацепция. Възгледите при юдейство варират от строгата православна секта до по-освободената реформаторска секта. Индусите могат да използват както естествени, така и изкуствени контрацептиви. Общо мнение на будистите е, че предотвратяването на зачеването е приемливо, а намесата след настъпване на зачеването не е.
В исляма контрацептивите са позволени, ако не застрашават здравето, въпреки че някои хора възпрепятстват употребата им. Коранът не прави изрични изявления относно морала на прилагането на средства против забременяване, но съдържа твърдения, които насърчават раждането на деца. Освен това пророкът Мохамед е казал „встъпвайте в брак и създавайте поколение“.

### Световен ден на контрацепцията
26 септември е Световният ден на контрацепцията, посветен на повишаването на осведомеността и подобряването на възпитаването на сексуалното и репродуктивно здраве, с визия за „един свят, в който всяка бременност е желана.“ Това се подкрепя от група от международни правителствени и неправителствени организации, включително Азиатско-тихоокеанския съвет за контрацепция, Centro Latinamericano Salud y Mujer, Европейското дружество по контрацепция и репродуктивно здраве, Германската фондация за световното население, Международната федерация по детско-юношеска гинекология, Международната федерация по семейно планиране, Международният медицински център „Мари Стоупс“, Population Services International, Population Council, Американската агенция за международно развитие (USAID) и Women Deliver.

### Погрешни схващания
Съществуват редица погрешни схващания по отношение на секса и бременността. Промиването след полов акт не е ефективна форма на контрацепция. Освен това се свързва с редица здравословни проблеми и поради това не се препоръчва. Жените могат да забременеят още първия път, когато имат сексуален контакт и във всяка секс поза. Възможно е, въпреки че не е много вероятно, да се забременее по време на менструация.

## Проучвания

### Жени
Необходими са подобрения на съществуващите методи за контрацепция, тъй като почти половината от тези, които забременяват неволно, същевременно използват средства против забременяване. Редица изменения на съществуващите методи за контрацепция са обект на проучване, включително и по-добър женски презерватив, усъвършенствана диафрагма, пластир, съдържащ само прогестин и вагинален пръстен, съдържащ дългодействащ прогестерон. Вагиналният пръстен е ефективен за три или четири месеца и е наличен в някои райони на света.
Проучват се редица методи за извършване на стерилизация чрез шийката на матката. Единият включва поставяне на квинакрин в матката, което води до образуване на белези и безплодие. Въпреки че процедурата е евтина и не изисква хирургически манипулации, съществуват опасения по отношение на дългосрочните странични ефекти. Обръща се внимание на друго вещество – полидеканол, което функционира по същия начин. През 2002 г. в САЩ е одобрено изделие, наречено Ешуър, което се разширява, когато се постави в маточните тръби и ги блокира.

### Мъже
Методите за контрацепция при мъжете включват презервативи, вазектомия и прекъсване на половия акт. Между 25 и 75% от мъжете, които са сексуално активни, биха използвали хормонални контрацептивни средства, ако имат на разположение. Редица хормонални и нехормонални контрацептиви са в процес на изпитване, а съществуват и някои изследвания, които проучват възможността за противозачатъчни ваксини.
Един обратим хирургически метод, който подлежи на проучване е обратимата вазектомия чрез инжекция, без хирургическа намеса (RISUG), който се състои от инжектиране на полимерен гел, стирен с малеинов анхидрид в диметилсулфоксид, в семепровода. Инжекция с натриев бикарбонат измива веществото и възстановява плодовитостта. Друг метод е вътресъдово устройство, което включва поставяне на уретан, който се вкарва в семепровода, за да го блокира. Комбинация от андроген и прогестин изглежда обещаващо, както и селективни андрогенни рецепторни модулатори. Ултразвукът и методите за загряване на тестисите са преминали предварителните проучвания.

## Животни
Кастрацията или стерилизацията, която включва премахване на част от репродуктивните органи, често се използва като метод за контрол на раждаемостта при домашните любимци. Много приюти за животни изискват тези процедури като част от споразуменията за осиновяване. При големи животни операцията е известна като кастрация. Мерките против забременяване се приемат и като алтернатива на лова като средство за борба с пренаселеността при дивите животни. Установено е, че противозачатъчните ваксини са ефективни при редица различни животински популации.